# بولي يوريثان

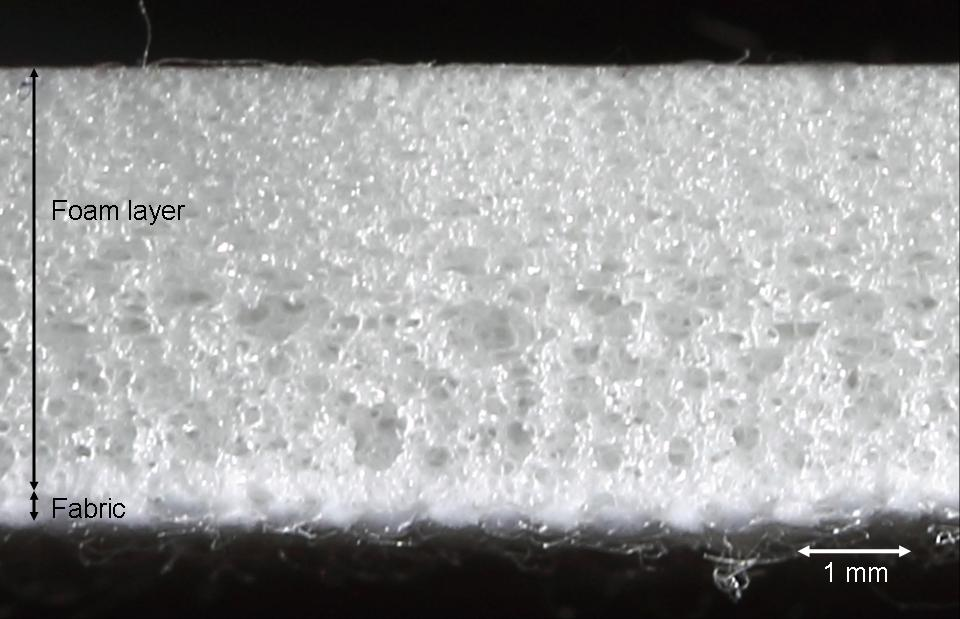
رغوة متعدد اليوريثان موضوع في طبقة متساوية على سطح نسيج.

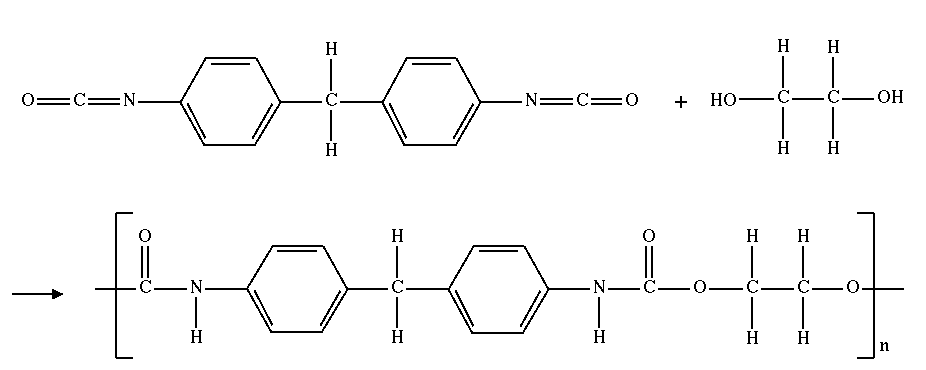
تخليق متعدد اليوريتان، حيث تقوم مجموعات اليوريتان -NH– (C = O) –O- بتكوين الوحدات الجزيئية.

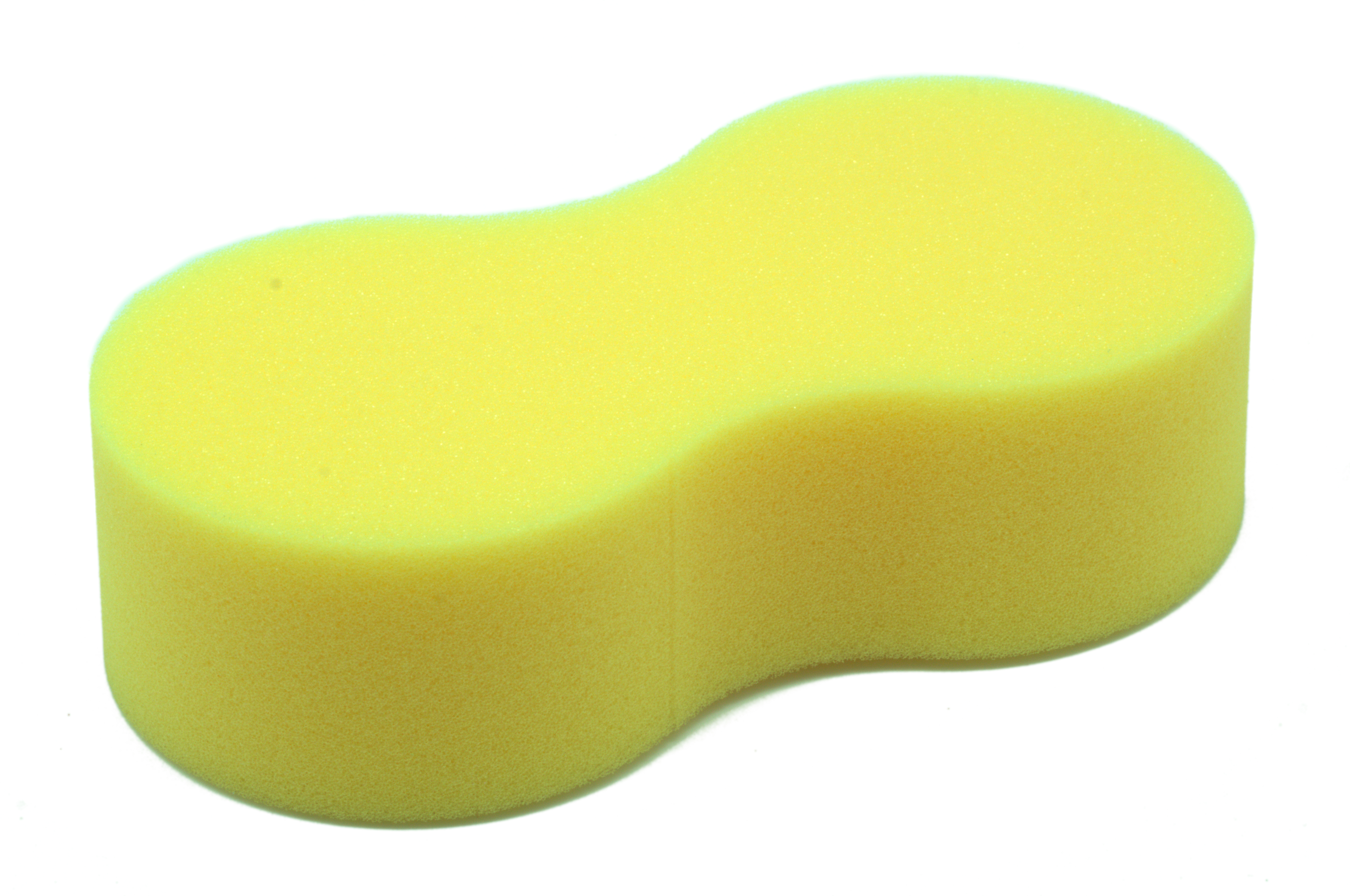
إسفنجة من البلوي يوريثان

متعدد اليوريتان أو متعدد اليوريثان أو بولي يورثان (بالإنجليزية: polyurethane)‏ هو أيّ مكثور يتكون من سلسلة من الوحدات العضوية المربوطة بجذر يوريثان. الاختصار الشائع له PU. يُستخدَم عازِلًا لإعطاء متانة وحماية للأجسام التي يغطيها من الحرارة أو البرودة أو من التآكل جراء الاستخدامات المكثفة.

## تاريخ تصنيعه
قام أوتو باير وزملاؤه في إي غه فاربن في ليفركوزن بألمانيا بتصنيع البوليوريثان لأول مرة في عام 1937. كان للبوليمرات الجديدة بعض المزايا عن اللدائن الموجودة التي تم تصنيعها عن طريق بلمرة الأولفينات أو عن طريق مبلمرات التكثيف، ولكنها لم تندرج تحت براءات الاختراع التي حصل عليها والاس هيوم كاروثرز لتصنبعه البوليستر. تم التركيز على الأعمال المبكرة لإنتاج الألياف والرغاوي المرنة ومتعدد اليوريتان على نطاق محدود كطلاء للطائرات خلال الحرب العالمية الثانية. أصبحت البوليسوسيانات متاحة تجاريًا في عام 1952، وبدأ إنتاج لدائن متعدد اليوريتان المرنة في عام 1954 باستخدام التولوين ديسوسيانات (تي دي آي) والبوليستر. كما استُخدمت هذه المواد لإنتاج رغوات جامدة ومطاط اللثة ولدائن البوليمر المرن، وأُنتجت أيضًا الألياف الخطية من الهيكساميثيلين دايزيوسيانات (HDI) والبيوتانديول(BDO).
أدخلت شركة دوبونت دو بونت في عام 1956 البولي إيثر بولييول، وبالتحديد التيتراميثيلين إيثر، وبدأت شركة باسف وشركة داو كيميكال ببيع البوليسيكلين جليكول في عام 1957. كان البولي إيثر بولييول أرخص وأسهل في التعامل، كما كان أكثر مقاومةً للمياه من البوليستر بوليول، وأصبح أكثر شعبية. كما بدأت كل من شركة يونيون كاربايد وموباي، وهي شركة مشتركة ضمن شركات مونسانتو الأمريكية وشركة باير، في صنع مواد كيماوية متعددة اليوريثان. وفي عام 1960، أُنتج أكثر من 45000 طن متري من رغاوي متعدد اليوريتان المرنة. سمح توافر عوامل نفخ الكلوروفلوروكان، البولي إيثر بولييول، والميثيلين دايفينيل باستخدام رغاوي متعدد اليوريتان الصلبة كمواد عازلة عالية الأداء. وفي عام 1967 ، أُدخلت رغاوي البوليسيانيورينات الجامدة في صناعة اليوريتان المعدل، مما وفّر مقاومة حرارية أفضل ومقاومة للاشتعال. وخلال الستينيات، أُنتجت مكونات السلامة الداخلية للسيارات، مثل الألواح وألواح الأبواب، بواسطة جلود لدائن حرارية مملؤة برغاوي شبه صلبة من متعدد اليوريتان.
وفي عام 1969، عرضت باير سيارة بلاستيكية الصنع بالكامل في دوسلدورف بألمانيا. تم تصنيع أجزاء من هذه السيارة، مثل اللفة والألواح، باستخدام عملية جديدة تسمى حقن حقن التفاعل (RIM)، حيث تم خلط المواد المتفاعلة ومن ثم حقنها في قالب. أدت إضافة مواد الحشو، مثل الزجاج المطحون، والميكا، والألياف المعدنية المعالجة، إلى تعزيز تلك العملية، الذي قدم تحسينات في معامل الثني، وخفض معامل التمدد الحراري مما وفّر استقرار حراري أفضل. استُخدمت هذه التقنية لتصنيع أول سيارة من البلاستيك في الولايات المتحدة تحت رعاية شركة بونتياك فيرو في عام 1983. حدثت تعديلات أُخرى في الصلابة من خلال دمج الحصائر الزجاجية المسبقة الصنع في تجويف قالب RIM، والمعروف أيضًا على نطاق واسع باسم صب حقن اللدائن، أو الحقن الهيكلي.
وابتداءً من أوائل الثمانينيات، استُخدمت رغاوي مرنة متناهية الصغر في الماء لتغليف جوانات لألواح السيارات وأختام فلتر الهواء، واستبدال بوليمرات كلوريد متعدد الفاينيل PVC. اكتسبت رغاوي متعدد اليوريتان شعبية في عالم السيارات، وتُستخدم الآن في تطبيقات تصفية الزيت ذات درجة الحرارة العالية.
تُصنّع رغوة متعدد اليوريتان في بعض الأحيان (بما في ذلك المطاط الرغوي) باستخدام كميات صغيرة من عوامل النفث لإعطاء رغوة أقل كثافة، وامتصاص طاقة وعزل حراري أفضل. وفي أوائل التسعينيات، قيّد بروتوكول مونتريال استخدام العديد من عوامل احتواء الكلور المحتوية على الكلور مثل ثلاثي كلورو فلورو الميثان بسبب تأثيرها على استنفاد طبقة الأوزون. وبحلول أواخر التسعينيات، كانت عوامل النفث مثل ثاني أكسيد الكربون، والبنتان، و2،1،1،1-رباعي فلورو الإيثان و 1، 1، 3، 3، 3-خماسي فلورو الميثان تُستخدم على نطاق واسع في أمريكا الشمالية والاتحاد الأوروبي، على الرغم من أن عوامل النفث المكلورة ظلت قيد الاستخدام في العديد من البلدان النامية.
وغالبًا ما تُسمى منتجات البولي يوريثين ببساطة «اليوريثانات»، ولكن لا ينبغي الخلط بينها وبين كربامات الإيثيل، والتي تسمى أيضًا اليوريثانات. لا تحتوي مركبات البولي يوريثين ولا تَنتُج من كربامات الإيثيل.
طُوّر البولي يوريثين القائم على أساس أيزوسيانيت (NIPUs) للتخفيف من المخاوف الصحية والبيئية المرتبطة باستخدام الآيزو سيانات لتجميع متعدد اليوريتان.

## الخواص الكيميائية
تُصنف مركبات البولي يوريثينات ضمن فئة مركبات تسمى بوليمرات التفاعل، والتي تشمل الإيبوكس، والبوليستر غير المشبع، والفينولات. يتم إنتاج البولي يوريثين عن طريق تفاعل أيزوسيانات يحتوي على مجموعتين أو أكثر من الإيزوسيانات لكل جزيء (R− (N = C = O) n) مع بولي يول يحتوي على متوسط مجموعتين هيدروكسيل أو أكثر في الجزيء (R ′ - (OH) n) في وجود محفز أو منشط باستخدام الأشعة فوق البنفسجية.
تتأثر خصائص البولي يوريثين بشكل كبير بأنواع الإيزوسيانات والبوليولات المستخدمة في صنعه. تعطي المقاطع الطويلة والمرنة، التي يساهم بها البولي يول، بوليمر ناعم ومرنة، بينما تعطي الكميات العالية من عملية التشابك الكيميائية بوليمرات قاسية أو جامدة. وتعطي السلسلات الطويلة وشبكات الربط المنخفضة بوليمر مرن للغاية، وتنتج السلاسل القصيرة التي تحتوي على الكثير من الروابط المتشابكة بوليمرًا صعبًا بينما تعطي السلاسل الطويلة والشبكات الوسيطة بوليمرًا مفيدًا لصنع الرغوة. تعني الروابط المتشابكة الموجودة في البولي يوريثين أن البوليمر يتكون من شبكة ثلاثية الأبعاد وأن الوزن الجزيئي مرتفع للغاية. يمكن اعتبار قطعة من البولي يوريثين في بعض المجالات الصناعية جزيئًا عملاقًا واحدًا؛ ينتج عن ذلك أن البولي يوريثينات النموذجية لا تتلطخ أو تذوب عند تسخينها؛ وتُسم تلك البوليمرات بوليمرات حرارية. تسمح الخصائص الكيميائية المتاحة للإيزوسيانيت والبيولولات، بالإضافة إلى الإضافات الأخرى وظروف المعالج، لمادة البولي يوريثين بنطاق واسع من الخصائص التي تجعلها من البوليمرات المستخدمة على نطاق واسع.

## احتياطات الصحة والسلامة

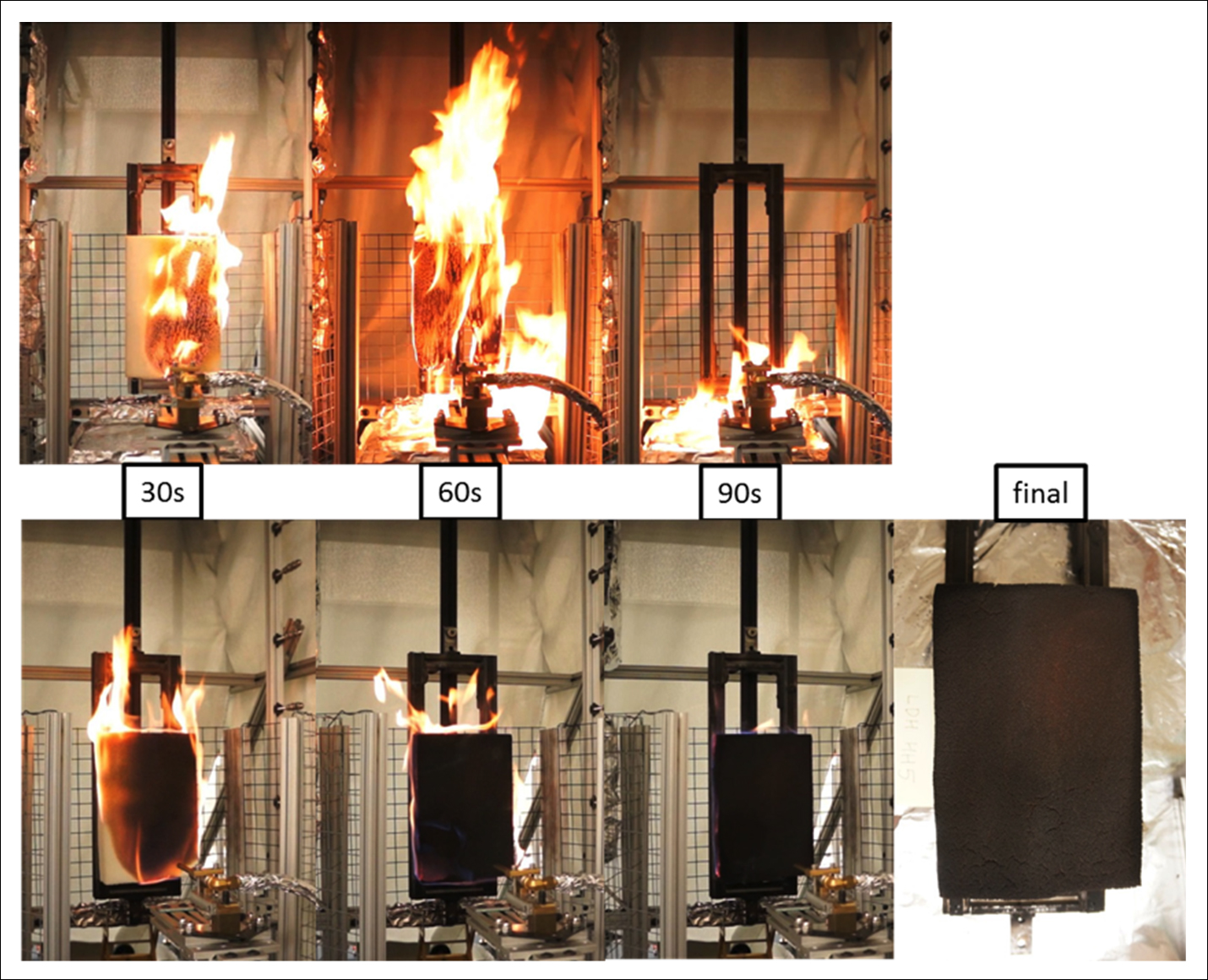
اختبار اللهب المفتوح. بالصورة العُليا.احتراق رغوة البولي يوريثين غير المعالجة. باصورة السُفلى، مع العلاج بمثبطات للهب.

بوليمر البولي يوريثين هي مادة خاملة كيميائيًا. لم تُحدّد حدود التعرض في الولايات المتحدة من قبل إدارة السلامة والصحة المهنية أو المؤتمر الأمريكي لأخصائيي الصحة الصناعية الحكوميين. ولم تُدرجها إدارة السلامة والصحة المهنية ضمن قائمة المواد المسرطنة.
البوليمر البولي يوريثين عبارة عن مادة صلبة قابلة للاحتراق ويمكن إشعالها إذا تعرضت للهب. يمكن أن ينتج التحلل الناتج عن النار كميات كبيرة من أول أكسيد الكربون وسيانيد الهيدروجين، بالإضافة إلى أكاسيد النيتروجين، والأيزوسيانات والمنتجات السامة الأخرى. وبسبب القابلية العالية للاشتعال لهذه المادة، يجب معالجتها بمثبطات اللهب (على الأقل في حالة احتراق الأثاث)، والتي تعتبر كلها تقريبًا ضارة. أصدرت كاليفورنيا في وقت لاحق النشرة الفنية 117 لعام 2013 التي سمحت لمعظم رغوة متعدد اليوريتان باجتياز اختبارات القابلية للاشتعال دون استخدام مثبطات اللهب. يقول معهد غرين سينس بوليسي: «على الرغم من أنه يمكن استيفاء المعيار الجديد دون مثبطات اللهب، فإنه لا يحظر استخدامه. ويمكن للمستهلكين الذين يرغبون في تقليل تعرض الأسرة لمثبطات اللهب البحث عن علامة TB117-2013 على الأثاث، والتحقق من ذلك مع تجار التجزئة أن المنتجات لا تحتوي على مثبطات اللهب.»
قد تحتوي خلائط الراتنج السائل و الإيزوسيانات على مكونات خطرة أو منظمة. تشتهر الايزوسيانات بتأثيرها على الجلد والجهاز التنفسي. بالإضافة إلى ذلك، تمثل الأمينات والجليكولات والفوسفات الموجودة في رغاوي متعدد اليوريتان مخاطر عند التعرض لها.
يضر التعرض للمواد الكيميائية التي قد تنبعث أثناء أو بعد استخدام رغاوي متعدد اليوريتان (مثل الإيزوسيانات) بصحة الإنسان، وبالتالي يتطلب اتّخاذ العديد من الاحتياطات الخاصة أثناء وبعد هذه العملية.
يمكن العثور على معلومات إضافية حول الصحة والسلامة من خلال منظمات مثل جمعية مصنعي البولي يوريثين (PMA) ومركز صناعة البولي يوريثين (CPI) في الولايات المتحدة، وكذلك من نظام البولي يوريثين ومصنع المواد الخام. يمكن الاطلاع على المعلومات التنظيمية في قانون اللوائح الفيدرالية العنوان 21 (للأغذية والأدوية). وفي أوروبا، تتوفر معلومات الصحة والسلامة من الاتحاد الأوروبي حول البوليمرات والداي أيزوسيانات.

## الاستهلاك العالمي
بلغ الاستهلاك العالمي للمواد الخام من مادة البولي يوريثين في عام 2007 أكثر من 12 مليون طن متري، وبلغ متوسط معدل النمو السنوي حوالي 5 ٪. ومن المتوقع أن ترتفع الإيرادات الناتجة من البولي يوريثين في السوق العالمية إلى حوالي 80 مليار دولار بحلول عام 2020.

## التعرض للضوء

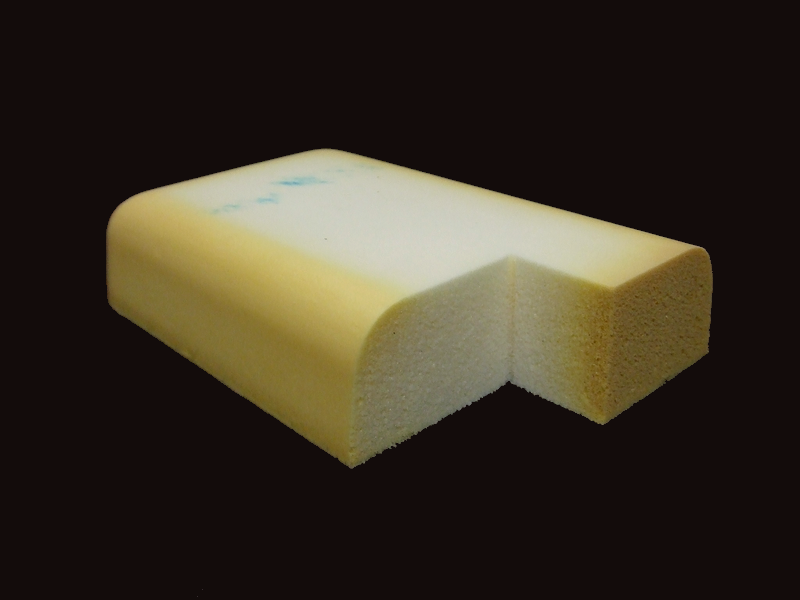
رغوة البولي يوريثين المصنوع من اٌيزوسيانات العطرية، والتي تعرضت لضوء الأشعة فوق البنفسجية. يظهر بوضوح تغير اللون الذي يحدث مع مرور الوقت.

يحتوي البولي يوريثين، خاصة تلك المصنوعة باستخدام الأيزوسيانات العطرية، على حامل لون يتفاعل مع الضوء. تمثل تلك الخاصية أهمية كبيرة خاصةً في مجال طلاء البولي يوريثين، حيث يعتبر استقرار الضوء عاملاً حاسمًا، وهو السبب الرئيسي في استخدام المركب الأليفاتية في صناعة طلاءات البولي يوريثين. عندما تتعرض رغوة متعدد اليوريتان، التي يتم تصنيعها باستخدام الإيزوسيانات العطرية، للضوء المرئي، فإنها تتحول من اللون الأبيض إلى الأصفر ثم إلى البني المحمر. استقر في الأوساط العلمية بشكل عام أنه إلى جانب الاصفرار، فإن الضوء المرئي له تأثير ضئيل على خصائص الرغوة. هذا هو الحال خاصة إذا حدث الاصفرار على الأجزاء الخارجية للرغوة الكبيرة حيث أن تدهور الخصائص في الجزء الخارجي له تأثير ضئيل على الخصائص الإجمالية للمادة الرغوية نفسها.
وقد أُبلغ أن التعرض للضوء المرئي يمكن أن يؤثر على تباين بعض نتائج اختبار الخصائص الفيزيائية.
يعمل الإشعاع فوق البنفسجي ذي الطاقة العالية (UV) على تعزيز التفاعلات الكيميائية في الرغوة، وبعضها ضار بهيكل الرغوة.

## التحلل البيولوجي
يوجد نوعان من الفطريات الإكوادورية قادران على تحليل البولي يوريثين في الظروف الهوائية واللاهوائية مثل الموجودة في قاع مقالب القمامة. تم الإبلاغ عن تدهور عناصر متعدد اليوريتان في المتاحف. يتحلل البولي يوريثين من نوع البوليستر بسهولة أكبر من نوع البولي إيثر.

## أنواعه
- مرن ومنخفض الكثافة الرغاوية يستخدم في التنجيد والفراش.
- منخفض الكثافة الرغوية يستخدم للعزل الحراري وللموائد المستديرة النوى.
- الناعمة والصلبة المستخدمة في المنصات الهلامية وأيضا في طباعة الأشياء الملفوفة.

وأجزاء الهيكلية.

## استخداماته
يستخدم في ارضيات مواقف السيارات حيث يعطي حماية من تسرب المياه ولديه مقاومة عالية للتآكل ومن الصعب ان يزول عن الأرضية بسهولة حيث يدوم طلاء أرضية موقف السيارات حوالي 8 إلى 10 سنوات إذا تمت صيانته بشكل دوري ويضاف اليه حبيبات الكوارتز (رمل) ليعطي سطح خشن ويزيد في خاصية منع الانزلاق وهو بشكل عام يقوم بحماية الأسطح البيتونية ويغلق مسام الكونكريت، يستخدم أيضاً في صناعة عجلات لوح التزلج ويستخدم أيضا في مراتب النوم وبدرجات متنوعة من الكثافة بعضها يتشكل بحرارة جسم الإنسان لمزيد من الراحة.
صنعت منه كرة القدم المستخدمة في نهائيات كأس العالم فيفا قطر 2022

## معرض صور

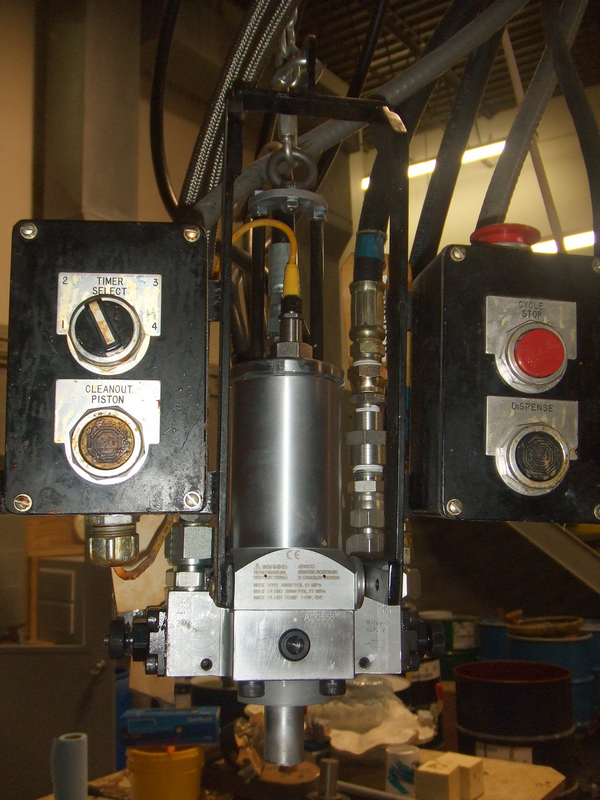
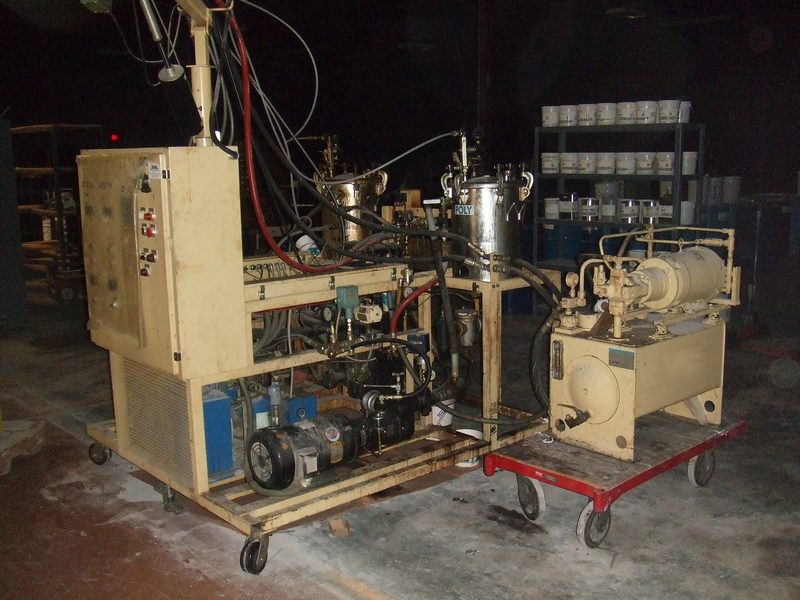
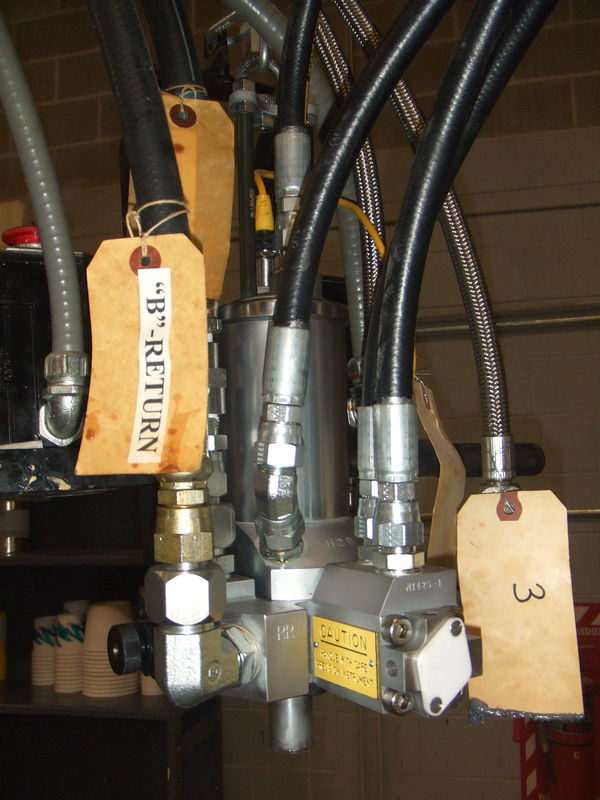